# Mercadona
Mercadona és una empresa valenciana de distribució de queviures que va néixer el 1981 de la mà de Juan Roig, que en segueix essent el president executiu. Integrada en el sector dels supermercats, els supermercats Mercadona, amb una espai de vendes d'uns 1.300 metres quadrats de mitjana, responen a un model de comerç urbà de proximitat, del mateix estil que els seus competidors.

## Història
L'any 2005, l'empresa Supermercats Mercadona en va arribar a una facturació de 10.338 milions d'euros es va convertir en la primera cadena espanyola de supermercats. El desembre del 2008 l'empresa ja tenia 1.200 supermercats i 62.000 persones treballant-hi.
El 2013 van denunciar que Mercadona tirava lleixiu al menjar rebutjat per evitar que les persones necessitades que recullen aliments als contenidors d'escombraries ho fessin.

## Controvèrsies

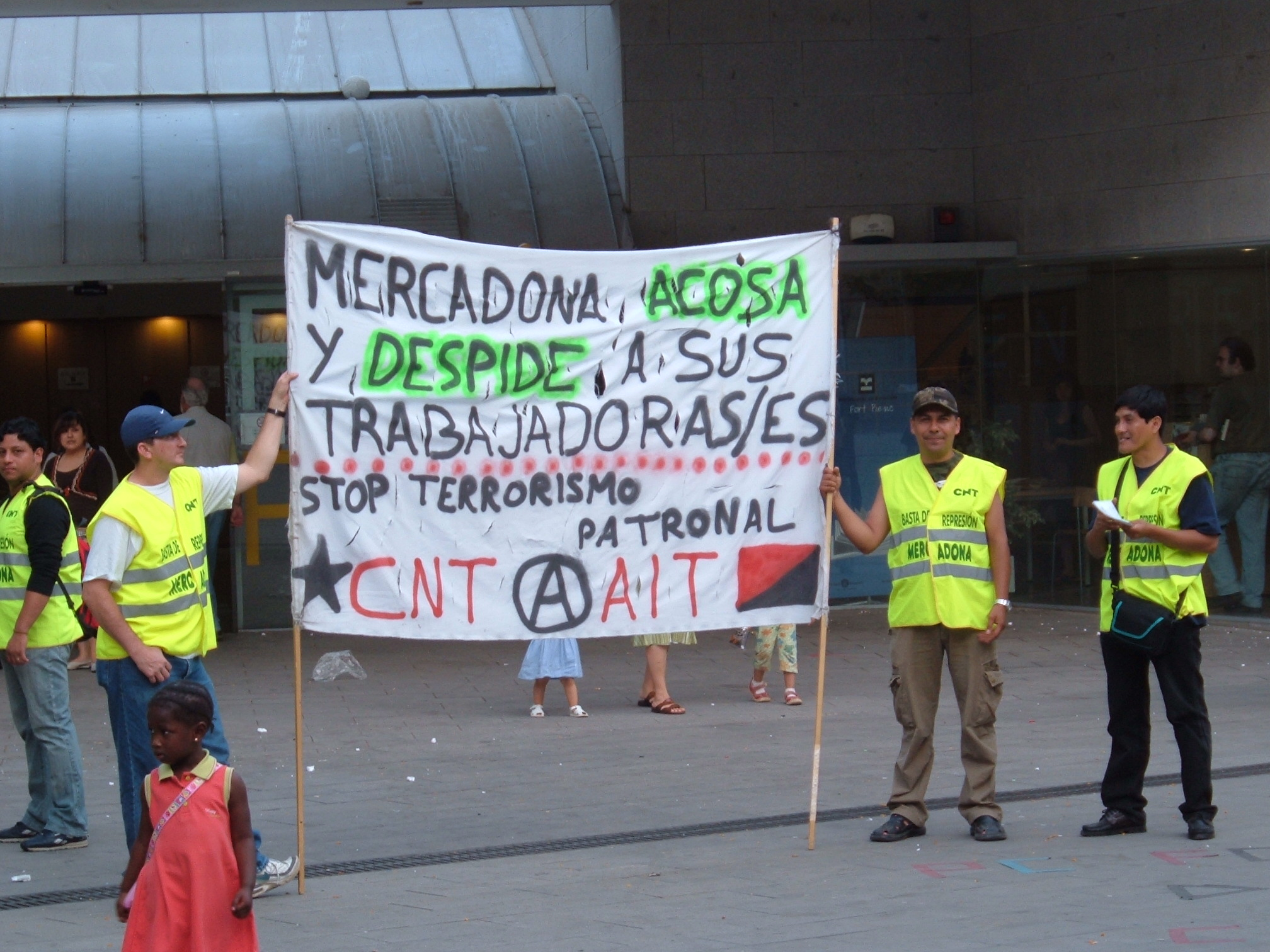
Treballadors de Mercadona en vaga

Des de l'any 2004 la federació de sindicats CNT-AIT manté una lluita laboral amb Mercadona que han anat destapant els mateixos treballadors i treballadores de l'empresa. Els casos més destacats i coneguts als mitjans de premsa i internet, són les sentències fermes per assetjament laboral a les treballadores de l'empresa, pressions i pràctiques antisindicals.
També un col·lectiu de treballadors de Mercadona a Sant Sadurní d'Anoia va patir la vaga indefinida més llarga de la història de Catalunya. La vaga va començar el mes de març del 2006 i sis mesos després, en el mes de setembre, encara continuava obert el conflicte i la vaga.
L'any 2013 va sortir a la llum la donació de 240.000 euros que feu per a finançar el Partit Popular, segons que es va desprendre de la comptabilitat secreta de l'extresorer del partit, Luis Bárcenas. A Catalunya aquest supermercat incompleix el codi de consum 22/10 de la Generalitat de Catalunya pel fet de no etiquetar els seus productes en català. El 2015 Mercadona tractà de desmentir els rumors sobre els orígens estrangers dels productes que ven.
L'any 2021, la Directa va publicar algunes pràctiques abusives de la cadena de supermercats com la presència i competència deslleial en 28 mercats municipals de l'Estat espanyol que ha derivat en la jubilació anticipada i la fuga de venedores en no poder competir-hi en preus i horaris, així com la publicitat maquillada en els mitjans de comunicació o el fet de fixar a la baixa, com a comercialitzadors, el preu a les llotges de fruites i hortalisses i que a través de la cadena de distribució arriben a encarir-se un 572% en el cas de les taronges i un 994% en els cas de les llimes segons la COAG.